# Falešný raketový poplach 1983
K falešnému raketovému poplachu došlo dne 26. září 1983, kdy jaderný systém včasného varování Sovětského svazu detekoval odpálení několika mezikontinentálních balistických raket Minuteman ze základen ve Spojených státech amerických. Tato varování o jaderném útoku byla správně identifikována jako falešný poplach Stanislavem Petrovem, důstojníkem sovětské protivzdušné obrany. Toto rozhodnutí zabránilo odvetnému jadernému útoku na Spojené státy americké a jejich spojence v NATO, což by pravděpodobně mělo za následek okamžitou eskalaci studené války k totální jaderné válce. Vyšetřování satelitního varovného systému později potvrdilo, že systém opravdu selhal.

## Pozadí
K incidentu došlo v době značně napjatých vztahů mezi Spojenými státy americkými a Sovětským svazem. Například poté, co Sovětský svaz v roce 1976 rozmístil čtrnáct jaderných střel středního doletu SS-20/RSD-10, schválil v prosinci roku 1979 vrchní velitel NATO dvoukolejné rozhodnutí o rozmístění 108 jaderných střel Pershing II v západní Evropě se schopností zasáhnout cíle na východní Ukrajině, v Bělorusku nebo v Litvě během 10 minut a také pomalejších střel s plochou dráhou letu BGM-109G Gryphon s delším doletem, na zasažení cílů situovaných dále na východ. V polovině února 1981 byly Spojenými státy americkými započaty také tzv. psychologické operace, ty pokračovaly až do roku 1983. Byly navrženy tak, aby testovaly slabá místa sovětských radarů a demonstrovaly jadernou sílu Spojených států amerických. Jejich součástí byly tajné námořní operace v Barentsově, Norském, Černém a Baltském moři, stejně jako přelety amerických bombardérů. Ty se konaly až několikrát týdně, a spočívaly v tom, že letouny nalétávaly až těsně k sovětskému vzdušnému prostoru a otáčely se až na poslední chvíli.
„Opravdu je to dostalo,“ řekl Dr. William Schneider, bývalý náměstek ministra zahraničí pro vojenskou asistenci a technologie, který viděl tajná hlášení o akci (After Action Reports), které zaznamenávala americké letové aktivity. „Rusové nevěděli, co to všechno znamená. Letka nalétávala přímo na sovětský vzdušný prostor, ale nikdy jej nenarušila, neboť se těsně před tím otočila. Avšak vždy doletěla dostatečně blízko, aby ji zachytily sovětské radary a aby způsobila pohotovost v sovětských základnách.“
 Podle záznamů CIA a podle vysokých důstojníků KGB, byl v květnu 1981 Sovětský svaz posedlý historickou paralelou s rokem 1941 a Reaganovou rétorikou. Bez možnosti obrany proti raketám Pershing II věřili sovětští představitelé, že se Spojené státy americké připravují na tajný jaderný útok na Sovětský svaz, a tak tedy zahájili operaci RJAN (raketno-jaděrnoje napadenie). Pod touto operací sledovali agenti v zahraničí technické pracovníky, kteří budou připravovat jaderný útok tak, aby byl Sovětský svaz schopen jim buď předejít a nebo se alespoň vzájemně zaručeně zničit. Údajně sledovali věci od zvýšené produkce železa, omezování dovolených až po dovoz pizzy do Pentagonu.
Dne 1. září 1983 sovětská armáda sestřelila jihokorejské civilní dopravní letadlo, let Korean Air Lines Flight 007, který zabloudil do sovětského vzdušného prostoru. Všech 269 lidí na palubě letadla zahynulo, včetně amerického kongresmana Larryho McDonalda. První rakety Pershing II byly v Evropě rozmístěny údajně koncem listopadu 1983.
Bruce Blair, odborník na jaderné strategie studené války a bývalý prezident World Security Institute ve Washingtonu prohlásil: 
 Americko–sovětské vztahy se v té době se zhoršily do bodu, kdy nejen Kreml, nejen Jurij Andropov a KGB, ale celý Sovětský svaz jako systém byl zaměřen na očekávaný útok a na velmi rychlou odvetu. Sovětský svaz se měl velmi na pozoru. Byl velmi nervózní a náchylný k chybám a nehodám. Falešný poplach, který se stal pod Petrovovým dohledem nemohl přijít v nebezpečnější a intenzivnější fázi americko–sovětských vztahů.
 Ve Spojených státech amerických v televizním rozhovoru Bruce Blair řekl, „Rusové viděli americkou vládu připravující se na první útok, v čele s prezidentem Ronaldem Reaganem, jako schopnou nařídit první úder.“ O incidentu s Petrovem řekl, „myslím, že tohle je nejblíž co naše země omylem přišla do jaderné války.“

## Incident
Dne 26. září 1983 byl Stanislav Petrov, důstojník sovětské protivzdušné obrany ve službě v bunkru Serpuchov-15 poblíž Moskvy, ve kterém se nacházelo řídicí středisko sovětského systému družic včasného varování s kódovým označením Oko. Petrov byl mimo jiné zodpovědný za sledování sítě družic včasného varování a hlášení svým nadřízeným o případném nastalém jaderném raketovém útoku. V případě detekce odpálených raket systémem včasného varování měl Sovětský svaz okamžitě zahájit odvetný jaderný útok proti Spojeným státům americkým, v souladu s doktrínou zaručeného vzájemného zničení.
Krátce po půlnoci počítače sovětského systému včasného varování ohlásily mezikontinentální balistickou raketu směřující ze Spojených států amerických směrem na Sovětský svaz. Petrov považoval hlášení za chybu počítače, protože prvotní jaderný útok Spojených států amerických by pravděpodobně zahrnoval stovky současně odpálených raket s cílem zničit všechna sovětská zařízení schopná protiútoku. Kromě toho byla spolehlivost sovětského satelitního systému zpochybněna již v minulosti. Petrov označil varování jako falešný poplach (ačkoliv svědectví se rozcházejí v tom, zda svým nadřízeným podal hlášení o detekci, či nikoliv). Petrovovo podezření, že systém byl nefunkční, bylo potvrzeno, když žádná raketa ve skutečnosti nepřiletěla. Později počítače identifikovaly další čtyři rakety ve vzduchu, všechny směrované k Sovětskému svazu. Petrov měl opět podezření, že počítačový systém je nefunkční, i když neměl žádné přímé prostředky toto potvrdit. Sovětský pozemní radar nebyl schopen detekovat rakety za horizontem.
Následně bylo zjištěno, že falešné poplachy jsou způsobeny vzácnou vzájemnou polohou mraků, satelitů Molnija na oběžné dráze a slunečního záření, chyba byla později opravena pomocí křížové kontroly s geostacionární družicí.
Při vysvětlování proč i tento poplach označil za falešný argumentoval Petrov svým výcvikem a přesvědčením, že první raketový útok Spojených států by byl masivní a pouze 5 raket vypadalo velmi nelogicky. Kromě toho byl tento sovětský systém nový a neověřený a navíc pozemní radar nezachytil rakety ani několik minut po příchodu onoho varování počítačového systému.

## Následky
Petrov následně podstoupil intenzivní výslechy ohledně svých akcí. Původně byl za své rozhodnutí pochválen. Generál Jurij Votincev, pozdější velitel protiraketových jednotek sovětské protivzdušné obrany, který jako první vyslechl Petrovovo hlášení o tomto incidentu (a byl prvním kdo tento incident v roce 1998 oznámil veřejnosti) se nechal slyšet, že Petrovovo „správné rozhodnutí“ bylo „řádně zaznamenáno“. Petrov sám říkal, že byl původně Votincevem pochválen a byla mu slíbena odměna, ale zároveň zmínil, že byl pokárán nadřízenými za nepatřičný písemný záznam ohledně incidentu ve vojenském deníku.
Petrov žádnou odměnu nedostal. Podle něj to bylo způsobeno tím, že za celý varovný systém byli odpovědní jeho nadřízení a vlivní vědci, kteří by kvůli tomuto incidentu a spoustě dalších chyb v systému museli být potrestáni. Následně byl převelen na méně zodpovědnou pozici, odešel předčasně do výslužby (vždy však zdůrazňoval že jeho odchod z armády nebyl nucený, jak někdy uvádějí západní zdroje) a prodělal nervové zhroucení.
Oleg Kalugin, bývalý vysoce postavený důstojník KGB z oddělení zahraniční kontrarozvědky, který dobře znal sovětského generálního tajemníka Jurije Andropova prohlásil, že Andropov choval k americkým vůdcům hlubokou nedůvěru. Není vyloučeno, že pokud by Petrov pokládal varování systému za správná, pak by mohlo takovéto chybné vyhodnocení vyprovokovat sovětské vedení k protiútoku. Kalugin prohlásil... „Nebezpečné bylo hlavně smýšlení sovětského vedení, 'Američané možná útočí, tak raději zaútočíme první'.“
Tento incident se stal veřejně známým v 90. letech po publikování Votincevových pamětí. Masová media potom rozšířila povědomí o Petrovových akcích.[zdroj?]

## V populární kultuře
- 2010 – incident byl přenesen do první episody amerického internetového seriálu Pioneer One
- 2014 – motiv byl využit v polohraném dokumentu The Man Who Saved the World[20]
- 2015 – ve 2. řadě 5. epizody americké televizní show Madam Secretary
- Ve 48. epizodě „The Day After“ periodického dramatu The Americans Oleg Burov informoval o incidentu.
- V audio příběhu Pán času Protect and Survive je popsána alternativní verze historie, kdy Petrov odpálí odvetnou salvu raket.
- 2017 – ve videohře Assassin's Creed Origins společnosti Ubisoft je v herním příběhu několikrát odkázáno na tento incident.
- 2015 – počítačová hra od Konami Metal Gear Solid V: The Phantom Pain, tento incident je zmíněn NPC sovětským vojákem, který mluví k hráči.
- 2052. díl webkomiksu xkcd parafrázuje falešný poplach u příležitosti „Petrovova dne“.[21]